# Raha Moharrak
Raha Hassan Moharrak (Yeda, Arabia Saudita, 1987), también traducida como Rha Hassan Muharraq, es la primera mujer saudita y la árabe más joven en escalar y alcanzar la cima de la montaña más alta del mundo, el Monte Everest.

## El ascenso del Everest para apoyar la educación en Nepal

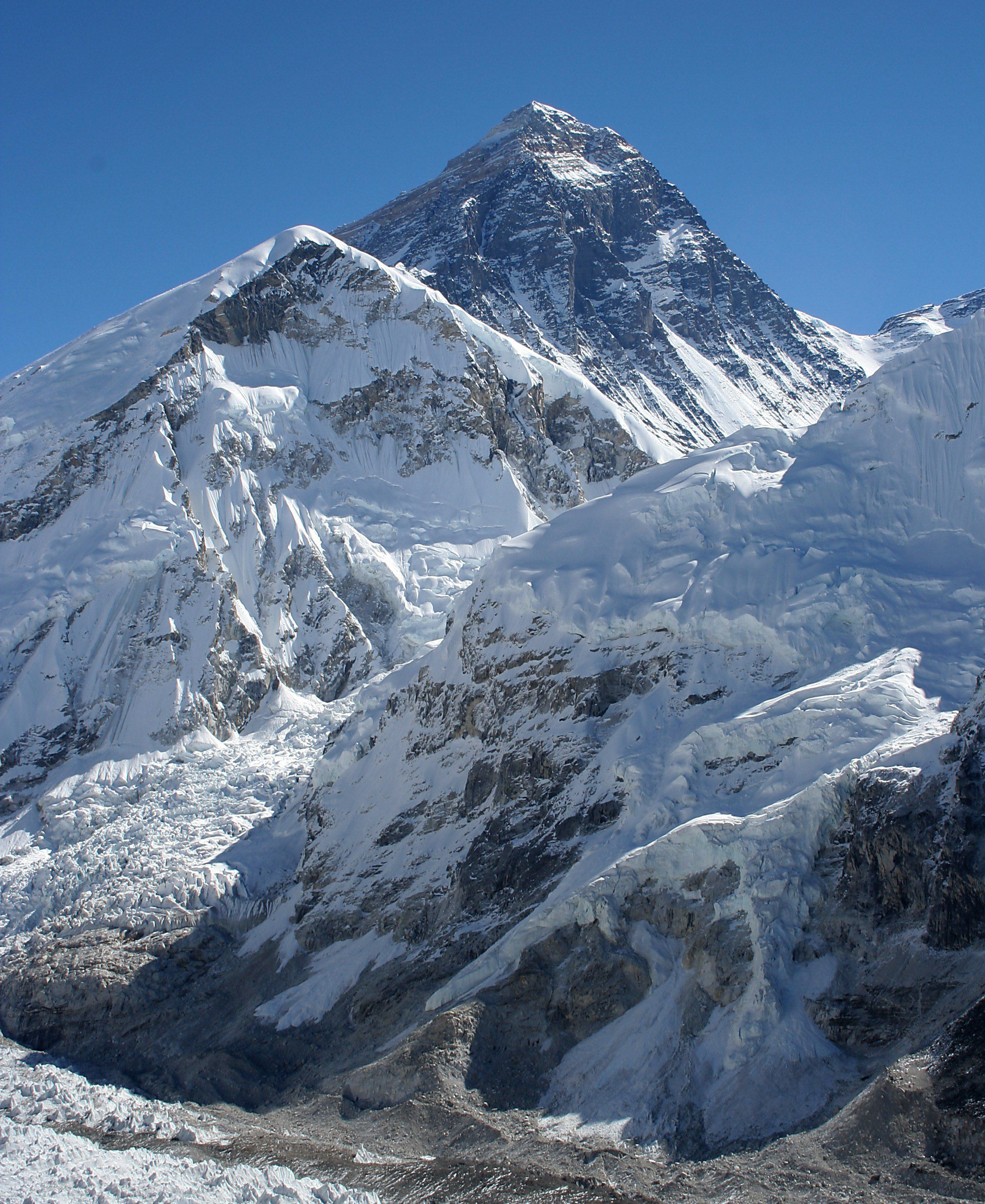
La imagen de la montaña está tomada desde el monte Kala Patthar.

Raha Moharrak subió al Everest en grupo con el objetivo solidario de conseguir un millón de dólares para apoyar la educación en Nepal. Con esta acción Raha Moharrak se convertía en la primera mujer saudita y la árabe más joven en alcanzar la cumbre de la montaña más alta del mundo. El grupo batió otros récords al incluir al primer hombre catarí y al primer hombre palestino en realizar esta hazaña. En la expedición también se encontraban 29 nepaleses y 35 extranjeros.

## Enfrentar las restricciones
Su equipo de escaladores dice que ha trabajado duro para superar muchas dificultades para lograr su objetivo de escalar el Everest debido a su ambiente conservador, que impone muchas restricciones a las mujeres.
Escribió  en el sitio web del equipo, persuadir a la familia Rha para que acepte escalar el Everest "fue tan desafiante como el desafío de la montaña en sí", aunque ahora la familia cuenta con el apoyo total.  "No me importa ser el primero, siempre y cuando esto inspire a alguien más a venir otra vez", dijo.

## Subida de siete picos en el mundo
Raha Moharrak fue un estudiante de la Universidad Americana de Sharjah, salió de Arabia Saudita el 3 de abril y recibió muchos entrenamientos antes de que ella pudiera llegar a la cumbre del Everest .
Su objetivo era alcanzar los siete picos; esto es, los picos más altos de cada uno de los continentes. Ella sueña con lograrlo y demostrar su capacidad para soportar dificultades porque cree que el hombre puede triunfar sobre sí mismo. Lo logró en Europa y Rusia, así como en el Monte Kilimanjaro en Tanzania. También alcanzó el pico más alto de la Antártida y el pico más alto de Argentina y América (Aconcagua).
Ella ha dicho que ha tenido éxito en todo lo que quiere.

## Un precedente en la historia de las mujeres sauditas
La llegada de Raha Moharrak a la cima del Everest es un precedente en la historia de las mujeres sauditas. Las cinco mujeres sauditas que fueron al Himalaya hace años solo lograron alcanzar una cima de no más de 5.000 metros de altura y Raha es la mujer árabe más joven en alcanzar la cima del Everest.
Más de 3,000 personas han llegado desde que escalaron la montaña en 1953 y cientos murieron cuando intentaron escalar el pico más alto del mundo.